# Rousanne Sarkissian
Rousanne Sarkissian (Bakú, 18 de setembre de 1894 - París, 19 de març de 1958), també coneguda com Madame Rousanne, va ser una ballarina i professora de ballet i ballet neoclàssic. Professora reconeguda, va formar molts ballarins i estrelles de cinema a l'Studio Wacker de París.

## Vida primerenca
Sarkissian va néixer a Bakú, a l'actual Azerbaidjan, el 18 de setembre de 1894, tot i que tenia arrels armènies. Es va establir a París després de fugir de la Revolució Russa juntament amb la seva germana, Tamara, actriu i dona del musicòleg rus d'origen francès Théodore d'Erlanger, i la filla de Tamara, la futura ballarina de ballet Nora Kiss.
Sarkissian no va començar a ballar fins que va arribar a París, després d'haver estudiat dret a Moscou. A París es va formar amb Alexandre Volinine, Ivan Clustine i Vera Trefilova.

## Carrera
L'estudi de dansa, Studio Wacker, al número 69 de la Rue de Douai a París, va ser establert per la ballarina i instructora de ballet russa Olga Preobrajenska l'any 1923 i, a més de ser una escola, es va convertir en un lloc de trobada popular per a la comunitat de dansa internacional, i un lloc idoni per a ballarins que cerquen feina i companyies de dansa que cerquen ballarins. Sarkissian s'hi va incorporar com a professora el 1928 i ràpidament es va convertir en una instructora molt popular, coneguda per l'èmfasi en la precisió i la velocitat dels moviments, i la importància que donava a la qualitat de l'acompanyament musical. Hi romandrà fins a la seva mort el 1958.
Entre els ballarins formats per Sarkissian hi havia Roland Petit, Maurice Béjart, Leslie Caron, Consol Villaubí i Pons, Yvette Chauviré, Violette Verdy, Jean Babilée, Pierre Lacotte, Oleg Briansky, Brigitte Bardot i Janet Sassoon. Va ser ben pagada per l'elit parisenca per formar els seus fills i va utilitzar aquests diners per mantenir els seus estudiants preferits, especialment durant l'ocupació alemanya de París. Li agradava especialment Maurice Béjart.

## La mort
Sarkissian va morir el 19 de març de 1958. Al seu funeral, el taüt va ser portat per Lacotte, Babilée, Béjart i Boris Traïline. L'any 1978, Béjart crea el ballet autobiogràfic Gaîté parisienne, fent servir la música de Jacques Offenbach, en què el personatge central era Madame Rousanne, "despietada, autoritària, però capaç de perdonar un talent per a tot". El ballet acaba amb la seva mort. Sarkissian també apareix en altres ballets creats per Béjart.